# Francilly-Selency
Francilly-Selency è un comune francese di 472 abitanti situato nel dipartimento dell'Aisne della regione dell'Alta Francia. Fu costituito nel 1883, quando era una frazione del comune di Fayet, divenendone indipendente.

## Società

### Evoluzione demografica
Abitanti censiti